# YURiCa/花たん
YURiCa/花たん（ユリカ/はなたん）は、日本の女性歌手、歌い手、同人音楽ボーカル。愛知県名古屋市出身。
歌唱力に定評があり、「口からCD音源」「歌唱力お化け」「美ブラート」（美しいビブラート）などと称されることもある。

## 略歴
昔からカラオケが大好きで、歌が趣味であったが「歌手になりたい」という気持ちはなく、本格的な音楽活動はしていなかった。
最初は歌い方に関する技術的なことは何も知らなかったが、宇多田ヒカルの楽曲「Automatic」のちりめんビブラートを聴いて「このすごく小刻みな震えは何なんだろう」と歌い方に興味を持ち、練習してビブラートができるようになるなど、いろいろな歌い方を体得していった。歌い方に対するこだわりは強く、研究熱心であった。
歌以外にイラストも趣味であり、ピアプロにイラストを投稿していたが、ニコニコ動画で活動していた歌い手からイラスト使用の報告があったことから、ニコニコ動画に「歌ってみた」というカテゴリが存在することを知った。当時は浜崎あゆみ、宇多田ヒカル、田村直美の「光と影を抱きしめたまま（テレビアニメ『魔法騎士レイアース』のオープニングテーマ）」などをよく歌っていた。ただ、歌に自信はなく、家族や友達に褒められても「信用しないぞ！」「ほんとかな？」と疑ってしまうタイプであった。しかし、多くの人に聴いてもらったことがなかったため、どんな反応があるのか興味本位で2008年に歌ってみた動画の投稿を始めた。それまでは知らない人に歌を聴いてもらうことは恥ずかしくてできなかったが、歌ってみた動画を投稿できた理由について「動画投稿だと匿名文化が前提にあるので、それが良かったのかもしれません」と語っている。また、動画を投稿するまでは、歌を披露する場は友達や家族と行くカラオケくらいしかなかったため、知らない人から褒められる経験は初めてであり「動画でコメントをいただくことで自信になった部分はあります」と語っている。
2008年2月23日にmaloの楽曲「ハジメテノオト」で歌ってみた動画の投稿を開始した。2009年4月11日に投稿したdorikoの楽曲「ロミオとシンデレラ」で大ブレイクを果たし、「歌ってみた」カテゴリでランキング1位を獲得して知名度を一気に広めた。その後もニコニコ動画に歌ってみた動画を投稿したり、ニコニコ生放送を行っていたが、動画やメディアに顔出しをすることはなかった。
2011年6月29日にメジャーデビューアルバム『Flower Drops』が発売された。dorikoがプロデュースを担当し「ロミオとシンデレラ」の他、doriko、田村直美、天野月、齋藤真也が楽曲提供した新曲などが収録された。収録曲の「笹舟」はTBSテレビ『教科書にのせたい!』のエンディングテーマに起用された。
2012年に開催されたライブイベント『Voca Nico Night Live Stage』の2日目にリアルタイム・モーションキャプチャ・システムを使用したオリジナルのボーカロイドキャラクターとして登場した。
2015年8月8日に初のワンマンライブ「『Flower Rail』YURiCa/花たん ShowCase Live」が開催された。ライブのアンコールでは「私の人生が変わった曲」と紹介して「ロミオとシンデレラ」を歌唱した。2016年に初の東名阪ライブツアー「YURiCa/花たんの食べましょう歌いましょう、食べましょうツアー」が開催された。同年に中国で開催されたACG系のイベントに出演、2018年に韓国で初ライブを開催するなど、日本国外でも活動。
2019年12月、同年夏ごろから喉に違和感がある状態が続いていたが、11月にポリープが見つかり、年明けに切除手術をすることを発表した。2020年1月に手術が無事に終わり、退院したことを報告した。
2020年4月に「ロミオとシンデレラ」の歌ってみた動画が500万回再生を達成した。
2021年12月10日にバーチャルYouTuberとしてデビューすることを発表、2022年1月14日にVtuberデビューを果たした。
2022年10月10日、TVアニメ『転生王女と天才令嬢の魔法革命』のオープニングテーマを担当することが発表された。

## 活動名義
「花たん」名義はニコニコ動画で活動を始めるときに付けた名前であり、同人音楽活動では「ユリカ」名義を使用して区別していたが、ニコニコ動画からファンになった人は「花たん」名義に馴染みがあることから、同人活動でも「花たん」名義を使い始めたため、区別が適当になった。「花たん」名義は多くの人に聴いてもらえるようになるとか、歌手になるとか全然イメージせずに適当に付けた名前であり、結構後悔の気持ちもあるとしているが、一方で3枚目のアルバム『The flower of dim world』発売時点で、それまでのアルバムの題名には全て「FLOWER」（花）が含まれていた。
2014年に発売された『The flower of dim world』までは「ユリカ/花たん」名義であったが、2015年に「YURiCa/花たん」名義に変更した。
2015年に発売された4枚目のアルバム『Flower Rail』収録曲の「Color」は「YURiCa」名義で作詞・作曲（作曲はダルビッシュPと共作）を担当したが、これについては作家名みたいなものが欲しいと思い「YURiCaって名前を今後推していくためにもこの名義をクレジットに載せることにしたんです」と語っている。いつかは「YURiCa」名義で活動していけたらと考えていることもあり、アルバムの名義は「YURiCa/花たん」となった。

## ディスコグラフィ

### アルバム

#### オリジナルアルバム
|            | 発売日         | タイトル                | 規格品番   | 規格品番   | オリコン最高位 |
| 初回限定盤 | 発売日         | タイトル                | 通常盤     |            | オリコン最高位 |
| ---------- | -------------- | ----------------------- | ---------- | ---------- | -------------- |
| 1st        | 2011年6月29日  | Flower Drops            | -          | DGSA-10011 | 32位           |
| 2nd        | 2013年1月30日  | Primrose Flower Voice   | -          | DGSA-10046 | 35位           |
| 3rd        | 2014年9月24日  | The flower of dim world | -          | SCGA-00012 | 53位           |
| 4th        | 2015年10月21日 | Flower Rail             | SCGA-00040 | SCGA-00041 | 35位           |
| 5th        | 2016年11月23日 | ERiCa                   | -          | SCGA-00054 | 49位           |

#### カバーアルバム
| 発売日         | タイトル   | 規格品番   | 規格品番     | オリコン最高位 |
| 発売日         | タイトル   | 初回限定盤 | 通常盤       | オリコン最高位 |
| -------------- | ---------- | ---------- | ------------ | -------------- |
| 2013年7月31日  | Flower     | -          | DGSA-10067/8 | 40位           |
| 2014年11月26日 | 魔法少女28 | -          | SCGA-00015   | 139位          |

### シングル
|     | 発売日        | タイトル         | 規格品番    |
| --- | ------------- | ---------------- | ----------- |
| -   | 2012年6月29日 | TRUE MAGIC...... | CIRCUS-0304 |
| 1st | 2022年1月14日 | Flowers capsule  | VHANA-0001  |
| 2nd | 2023年1月25日 | アルカンシェル   | ZMCZ-16342  |

### 配信限定シングル
| 発売日         | タイトル                   |
| -------------- | -------------------------- |
| 2021年1月14日  | ポストモダンス             |
| 2021年1月14日  | 歌に形はないけれど (Cover) |
| 2023年7月29日  | カスミソウ                 |
| 2024年1月10日  | Ray of Light               |
| 2024年10月10日 | gradation                  |
| 2025年8月18日  | FORTUNE KILLER             |

### タイアップ曲
| 楽曲                                   | 名義                                     | タイアップ                                                                    | 時期           |
| -------------------------------------- | ---------------------------------------- | ----------------------------------------------------------------------------- | -------------- |
| さよなら、またね                       | 花たん                                   | ゲーム『アッチむいて恋』挿入歌                                                | 2010年         |
| ディーふらぐ（その他の暇人天国！）     | ユリカ（花たん）                         | 漫画『ディーふらぐ!』ドラマCD「ディーふらぐ! ドラマCD」オープニングテーマ     | 2010年         |
| free bird                              | 花たん                                   | ゲーム『朧小町』主題歌                                                        | 2011年         |
| Good bye yesterday                     | 花たん                                   | ゲーム『朧小町』主題歌                                                        | 2011年         |
| 言葉繋ぎ                               | 花たん                                   | ゲーム『すきま桜とうその都会』オープニングテーマ                              | 2011年         |
| Brand New Voice                        | 花たん                                   | ゲーム『すきま桜とうその都会』エンディングテーマ                              | 2011年         |
| 笹舟                                   | ユリカ/花たん                            | TBSテレビ『教科書にのせたい!』エンディングテーマ                              | 2011年         |
| 君と僕                                 | 花たん                                   | ゲーム『恋愛0キロメートル』挿入歌                                             | 2011年         |
| TRUE MAGIC......                       | YURiCa/花たん                            | ゲーム『D.C.III 〜ダ・カーポIII〜』Da Capoルート オープニングテーマ           | 2012年         |
| 泣いてる獣                             | ユリカ/花たん                            | TBSテレビ『ランク王国』エンディングテーマ                                     | 2013年2月・3月 |
| Knots Way                              | YURiCa/花たん                            | ゲーム『クルセイダークエスト』オープニングテーマ                              | 2016年         |
| Destiny 〜ずっと前から君が好きでした〜 | HoneyWorks meets YURiCa/花たん           | アニメ映画『ずっと前から好きでした。〜告白実行委員会〜』劇中挿入歌            | 2016年         |
| いっしそう電☆舞舞神拳！                | さつき が てんこもり feat. YURiCa/花たん | ゲーム『maimai MURASAKi』テーマ曲                                             | 2016年         |
| 時をつかまえて                         | YURiCa/花たん                            | ゲーム『ダイスの神』シーズン2オープニングアニメーション主題歌                 | 2017年         |
| 13文字のアイコトバ                     | YURiCa/花たん                            | 『朗読劇 ”お化けなんて全然怖くない。”』主題歌                                 | 2018年         |
| Polaris                                | 花たん                                   | ゲーム『ドールズフロントライン』（少女前線）偏振光エンディングテーマ          | 2020年         |
| Dream〜勇気と繋がれ〜                  | 花たん                                   | ゲーム『イリュージョンコネクト』テーマ曲                                      | 2020年         |
| 楽園イリュージョン                     | YURiCa/花たん                            | ゲーム『Storia -宝物娘-』主題歌                                               | 中止           |
| アルカンシェル                         | 花たん                                   | テレビアニメ『転生王女と天才令嬢の魔法革命』オープニングテーマ                | 2023年         |
| First Greeting                         | 花たん                                   | テレビアニメ『攻略うぉんてっど!〜異世界救います!?〜』オープニングテーマ       | 2023年         |
| Ray of Light                           | 花たん                                   | テレビアニメ『悪役令嬢レベル99 〜私は裏ボスですが魔王ではありません〜』挿入歌 | 2024年         |
| gradation                              | 花たん                                   | テレビアニメ『やり直し令嬢は竜帝陛下を攻略中』エンディングテーマ              | 2024年         |

### 参加作品
- スーパー★アニメ☆リミックス スーパー・ベスト（2009年7月22日、MUCD-1212/13）[57]
  - 花たん「空色デイズ」
- EXIT TUNES PRESENTS 神曲を歌ってみた（2009年10月7日、QWCE-10019）[58]
  - Dios/シグナルP feat. ぽこた&花たん「サンドリヨン」
  - Dizzi Mystica feat. 花たん「Be Alike」
- ニコニ紅白〜みんなで楽しく遊んじゃいました〜（2009年12月9日、MUCD-1221）
  - うさ&花たん「ロミオとシンデレラ（秋葉工房REMIX）」
  - 花たん「空色デイズ」（「ニコニコアーティストアニソンメドレー（超アニメロ週間ランキング1位獲得）」として）
- ニコニ甲子園〜みんな野球好きか！？〜（2010年7月21日、MUCD-1232）
  - 花たん&よっぺい「タッチ」
- 超! アニメビート（2010年8月4日、DGBA-10001）[59]
  - volterra feat. 花たん「only my railgun」
- 歌ってみた歌合戦!!（2010年12月1日、MUCD-1238）
  - 花たん&茶茶子「Perfect-area complete!」
- アニメイティーズ〜ANIME HITS in 80's DISCO STYLE〜（2010年12月22日、TOCP-64393）[60]
  - 花たん「ゆずれない願い」
  - 花たん「創聖のアクエリオン」
  - 花たん「タッチ」
- ちほP『未来コココンピィ』（2011年1月26日、NECA-30270）[61]
  - HoneyWorks feat．花たん&ASK「スキキライ」
- buzzG feat. 初音ミク×VOCALISTS『Symphony』（2011年3月9日、VICL-63709）[62]
  - feat.花たん「Marygold」
- すーぱーそに子『SONICONICOROCK Tribute To VOCALOID』（2012年2月8日、DGSA-10033/4）※コーラスとして参加[63]
  - 「トゥインクル」
  - 「Smile」※花たん、山本彩乃、五十嵐裕美、森谷里美、大原桃子が参加
- 長島☆自演乙☆雄一郎『長島☆自演乙☆雄一郎 〜アニソンDJでおっつおつ！〜』（2012年4月25日、FLLM-012）[64]
  - 花たん「ETERNAL BLAZE」
  - 花たん「空色デイズ」
- D.C.III 〜ダ・カーポIII〜 ボーカルアルバム（2012年8月10日、CIRCUS-0305）
  - YURiCa/花たん「TRUE MAGIC......」
- HoneyWorks『BabyPod 〜VocaloidP × 歌い手 collaboration collection〜』（2012年9月26日、CRCP-40329）[65]
  - 黒うさ feat. 花たん「千本桜（スズム REMIX）」
- ROCKMAN HOLIC 〜the 25th Anniversary〜（2012年12月19日、VTCL-60322）[66]
  - 花たん「エアーマンが倒せない (SOUND HOLIC Ver.)」
- 電光石火!アニソンカバーMIX!!（2013年10月30日、FLLM-027）
  - 花たん「光と影を抱きしめたまま -電光石火 Ver．-」
- ダルビッシュP トリビュートアルバム『chronosing』（2013年11月6日、KDSD-00666）[67]
  - 花たん「雪月花」
- SOUND HOLIC『斬 -ZAN-』（2015年1月21日、LC2236）
  - SOUND HOLIC Vs. T.Kakuta feat. YURiCa「TOXIC VIBRATION (extend ver.)」
  - SOUND HOLIC Vs. dj TAKA feat. YURiCa「TIEFSEE」
- GITADORA OverDrive Original Soundtracks（2015年1月28日、LC2206KD378）
  - SOUND HOLIC Vs. T.Kakuta feat. YURiCa「TOXIC VIBRATION」
- D.C.〜ダ・カーポ〜 スーパーベスト（2015年5月13日、LACA-9400/3）
  - YURiCa/花たん「TRUE MAGIC......」
- pop'n music ラピストリア original soundtrack Vol.2（2015年7月29日、LC2259-2260）
  - SOUND HOLIC Vs. T.Kakuta feat. YURiCa「TOXIC VIBRATION」
- GITADORA Tri-Boost Original Soundtrack Volume.01（2015年7月29日、LC2261KD381）
  - SOUND HOLIC feat. YURiCa「WITCH HUNT」
- beatmania IIDX 22 PENDUAL ORIGINAL SOUNDTRACK VOL.2（2015年9月16日、LC2263-2264）
  - SOUND HOLIC Vs. T.Kakuta feat. YURiCa「TOXIC VIBRATION」
  - SOUND HOLIC Vs. dj TAKA feat. YURiCa「TIEFSEE」
- BEMANI SUMMER DIARY 2015 ORIGINAL SOUNDTRACK（2015年10月21日、LC2268）[68]
  - SOUND HOLIC Vs. T.Kakuta feat. YURiCa「TOXIC VIBRATION」
- 天野月（子）『元服』（2015年11月18日、PCCA-04303）[69]
  - 天野月×花たん「CLOCKWORK」
- OSTER project『Recursive Call』（2015年12月16日、SCGA-00035）[70]
  - feat. YURiCa/花たん「1h Lover」
- 天声絶唱 REFERENCE 〜BEST OF 歌ってみた〜（2015年12月23日、UMA-1074）[71]
  - YURiCa/花たん×keeno「glow」
- beatmania IIDX 23 copula ORIGINAL SOUNDTRACK（2016年2月24日、LC2282-2283）
  - YURiCa/花たん「SHELTER OF THE MIND」
- SOUND HOLIC『焔 -MAGMA-』（2016年12月21日、QWCE-00611）[72]
  - SOUND HOLIC feat. YURiCa [GITADORA]「WITCH HUNT (Album mix)」
  - SOUND HOLIC feat. YURiCa「Gloria in Excelsis Deo」
- jubeat Qubell ORIGINAL SOUNDTRACK（2017年1月11日、LC2309）
  - L.E.D. feat. YURiCa/花たん「UROBOROS OVERDIVE」
- OSTER project『キャンディージャーの地平面』（2017年7月26日、SCGA-00062）[73]
  - feat. YURiCa/花たん「女神の握手」
- doriko トリビュートアルバム『doriko 10th anniversary tribute』（2017年8月30日、JBCZ-9061）[74]
  - 花たん「Birthday」
- CHUNITHM ALL JUSTICE COLLECTION ep. I（2017年11月25日、WM-0742）
  - さつき が てんこもり feat.YURiCa/花たん「D.E.A.D.L.Y.」
- beatmania IIDX 25 CANNON BALLERS ORIGINAL SOUNDTRACK（2018年3月7日、LC2349-2352_S）
  - L.E.D. feat. YURiCa/花たん「THE CANNONBALLER」
- beatmania IIDX 27 HEROIC VERSE Original Soundtrack（2020年3月18日、LC2413-16_S）
  - BEMANI Sound Team "T.Kakuta" feat. 709sec. / 花たん「UNITE THE HEART」
- ELFENSJóN (エルフェンシオン) 
  - "Ephemera" (2021-12-24) — vocals
  - "Reincarnate" (2023-11-08) — vocals
  - "ZENITH" (2024-04-10) — vocals
- First Greeting / レゾナンス・レゾナンス（2023年10月7日）[56]
  - 花たん「First Greeting」

## 参加ユニット

### 花ぽこ
「花ぽこ」（はなぽこ）は花たんとぽこたのユニットである。2009年6月3日にニコニコ動画に投稿された歌ってみた動画「サンドリヨン」で初コラボした。
商業作品では、2010年7月23日に発売された春野友矢の漫画『ディーふらぐ!』のドラマCD「ディーふらぐ! ドラマCD」のエンディングテーマ「ヒーロー」の歌唱を担当した。同ドラマCDのオープニングテーマ「ディーふらぐ（その他の暇人天国！）」はユリカ（花たん）が歌唱、畑亜貴が作詞を担当した。

### きくおはな
2016年に花たんときくおのユニット「きくおはな」が結成された。
2人の出会いのきっかけは、花たんがきくおの楽曲「月の妖怪」の歌ってみた動画を投稿し、きくお本人がその動画を聴いたことであり、その当時から花たんのことを「すげー歌がうまい人だ！」と思っていた。花たんが2012年の同人音楽作品の楽曲制作をきくおに依頼したことから始まり、何曲か一緒に作っていく中で、お互いに一緒に作品を作りたいと考えるようになった。「一緒に作品を作りたい」という話はしていたものの、実現はできていなかったが、2015年発売のアルバム『Flower Rail』収録曲をきくおに依頼したときに再び話題になり、提供曲「うらみのワルツ」がとても早く制作できたことから、その流れでアルバム『第一幕』を制作することが決定された。
2016年発売のデビューアルバム『第一幕』、2017年発売のセカンドアルバム『第二幕』ともにジャケットイラストは劇団イヌカレーの泥犬が担当した。『第一幕』の発売に先立って公開された収録曲「のぼれ！すすめ！高い塔」のミュージックビデオには、漫画家の西島大介が描いた描き下ろしイラストが使用された。

#### オリジナルアルバム
|            | 発売日        | タイトル | 規格品番 | 規格品番   | オリコン最高位 |
| 初回限定盤 | 発売日        | タイトル | 通常盤   |            | オリコン最高位 |
| ---------- | ------------- | -------- | -------- | ---------- | -------------- |
| 1st        | 2016年3月30日 | 第一幕   | -        | SCGA-00045 | 27位           |
| 2nd        | 2017年5月31日 | 第二幕   | -        | SCGA-00061 | 43位           |

## ライブ・イベント

### 合同ライブ
- Voca Nico Night Live Stage（2012年8月26日、東京都・六本木ニコファーレ）[19]
- Subcul-rise Generation 前夜祭（2014年4月19日、東京都・中野サンプラザ）[83]
- SOUND HOLIC「MAGMA LIVE 2017」（2017年2月18日、東京都・新宿BLAZE）[84]
- Gero「ちゃんげろソニック2018」（2018年5月12日、東京都・お台場野外特設会場）[85]
- Gero「ちゃんげろソニック2019」（2019年5月11日、東京都・お台場野外特設会場）[86]
- Gero「ちゃんげろソニック2020 -Online-」（2020年12月6日、ローチケ LIVE STREAMING）[87][注 1]

### 参加イベント
- ニコニコ大会議2009-2010 ニコニコ動画 (9) 全国ツアー in 名古屋（2010年1月11日、愛知県・名古屋THE BOTTOM LINE）[90][91]
- ニコニコ超パーティー2015（2015年10月25日、埼玉県・さいたまスーパーアリーナ）[92]
- 映画「ずっと前から好きでした。〜告白実行委員会〜」公開初日スペシャルイベント（2016年4月23日、千葉県・幕張イベントホール）[93]
- 映画「ずっと前から好きでした。〜告白実行委員会〜」大後夜祭（2016年6月19日、東京都・東京国際フォーラム ホールA）[94]

### その他
- ゴム1st ライブツアー「Version ゴム DX」（2011年6月22日、愛知県・名古屋ell.FITSALL）ゲスト出演[95]
- 天野月「レコ発ライブ」（2016年11月13日、東京都・下北沢GARDEN）ゲスト出演[96]

## 書籍掲載
- 歌ってみたの本 March 2013（2013年2月1日、エンターブレイン）ISBN 9784047287587
- 歌ってみたの本 July 2013（2013年6月1日、エンターブレイン）ISBN 9784047290082
- 歌ってみたの本 September 2013（2013年8月1日、エンターブレイン）ISBN 9784047291232
- 歌ってみたの本 May 2016（2016年4月1日、KADOKAWA）※きくおはな（きくお&花たん）ISBN 9784047340879